# NGC 3074
NGC 3074 ist eine Spiralgalaxie vom Hubble-Typ Sc im Sternbild Kleiner Löwe am Nordsternhimmel. Sie ist schätzungsweise 228 Millionen Lichtjahre von der Milchstraße entfernt und hat einen Durchmesser von etwa 155.000 Lichtjahren.
Die Supernovae SN 1965N (Typ-IIP) und SN 2002cp (Typ-Ib/c) wurden hier beobachtet.
Das Objekt wurde am 28. März 1786 vom deutsch-britischen Astronomen Wilhelm Herschel entdeckt.